# El Món
|  | Aquest article tracta sobre el diari digital. Vegeu-ne altres significats a «Món (desambiguació)». |

El Món és un diari digital en català editat actualment per Món Terrassa, SL (Grup Món). Pren com a espai de referència Catalunya i es destaca en la temàtica política.
Fins al 2015 s'havia anomenat El Singular Digital o simplement El Singular, i era editat per L'Editora Singular Digital 2 GR. El 2015 passà a ser editat per Totmedia i canviar el nom per El Món. Finalment el 2019 passaria a ser editat per Món Terrassa, SL (Grup Món), mantenint la col·laboració amb Totmedia.
N'han estat directors Jordi Cabré (octubre del 2006 – març del 2008), Toni Aira (març del 2008 - juny del 2009), Rafael de Ribot (juny del 2009 – 2012), Lluís Bou (gener del 2012 - abril del 2015) i Salvador Cot (abril de 2015 - agost 2020). Fou Cot qui va anunciar que transformaria el diari en un nou mitjà anomenat El Món, que nasqué el 9 de setembre de 2015.
Des de setembre de 2020 Sílvia Barroso n'és la directora, en substitució de Salvador Cot. Vicent Sanchis i Llàcer és el director general del grup des de maig de 2022, en dependència directa de l'editor, Salvador Cot.